# ريتشي تشانس
ريتشي تشانس (بالإنجليزية: Richie Chance)‏ هو منتج أفلام أمريكي، ولد في 25 يوليو 1983 في سانتا مونيكا في الولايات المتحدة.

## روابط خارجية
- ريتشي تشانس على موقع IMDb (الإنجليزية)
- ريتشي تشانس على موقع قاعدة بيانات الفيلم (الإنجليزية)